# Parc Olympique Lyonnais
El Parc Olympique Lyonnais (Parque Olímpico Lionés), también conocido como Parc OL, Grand Stade OL, Stade des Lumières — conocido por razones de patrocinio como Groupama Stadium , es un estadio situado en Décines-Charpieu, cerca de la ciudad de Lyon, Francia, que cuenta con espacio para 59 186 espectadores. El estadio es propiedad del club de fútbol francés Olympique Lyonnais, sustituyendo a su anterior recinto, el Stade Gerland.
El estadio fue sede de importantes competiciones internacionales, como la Eurocopa 2016, el Mundial femenino de 2019 y el Mundial de Rugby masculino de 2023, torneos disputados exclusivamente en Francia. Además, el estadio ha sido seleccionado como una de las sedes para albergar el torneo de fútbol durante los Juegos Olímpicos de París 2024.

## Historia
El 1 de septiembre de 2008 el presidente del club francés Olympique Lyonnais, Jean-Michel Aulas, anunció planes para crear un nuevo estadio de 100 000 asientos, denominado provisionalmente OL Land, que se construirá en 50 hectáreas de terreno ubicado en Décines-Charpieu, un suburbio de Lyon. El estadio, también incluyen las instalaciones deportivas del club, dos hoteles, un centro de ocio, y oficinas comerciales y de negocios.
El 13 de octubre de 2008, el proyecto fue acordado por el gobierno francés, el Consejo General del Ródano, el Grand Lyon, SYTRAL, y el municipio de Décines. Para la construcción se utilizará aproximadamente 180 millones de € de dinero público y se utilizará entre 60-80 millones de € procedente de la Comunidad Urbana de Lyon. Sin embargo, desde el anuncio, los esfuerzos del club para conseguir el estadio OL Land se han visto obstaculizados debido principalmente a la lentitud de los procedimientos administrativos, los intereses políticos, y varios grupos de la oposición, que ven el estadio como económicamente, ecológicamente y socialmente incorrecto para los contribuyentes y la comunidad de Décines.
El 22 de septiembre de 2009, el diario francés L'Équipe informó de que OL Land había sido seleccionado por la Federación Francesa de Fútbol como uno de los doce estadios que se utilizarán en la Eurocopa 2016 que tendrá lugar en este país. La FFF realizó oficialmente sus selecciones, el 11 de noviembre de 2009 y la ciudad de Lyon ha sido seleccionada como un sitio para acoger los partidos durante el torneo.
El estadio fue inaugurado el 9 de enero de 2016, con el partido entre el Olympique de Lyon y el Troyes, correspondiente a la vigésima jornada de la Ligue 1. Lacazette, delantero local, tuvo el honor de hacer el primer gol en la historia del nuevo estadio.

## Eventos

### Eurocopa 2016
- El estadio albergó seis partidos de la Eurocopa 2016
| Fecha               | Selección #1 | Resultado | Selección #2      | Ronda                 | Espectadores |
| ------------------- | ------------ | --------- | ----------------- | --------------------- | ------------ |
| 13 de junio de 2016 | Bélgica      | 0 - 2     | Italia            | Primera fase, Grupo E | 55 408       |
| 16 de junio de 2016 | Ucrania      | 0 - 2     | Irlanda del Norte | Primera fase, Grupo C | 51 043       |
| 19 de junio de 2016 | Rumania      | 0 - 1     | Albania           | Primera fase, Grupo A | 49 752       |
| 22 de junio de 2016 | Hungría      | 3 - 3     | Portugal          | Primera fase, Grupo F | 55 514       |
| 26 de junio de 2016 | Francia      | 2 - 1     | Irlanda           | Octavos de final      | 56 279       |
| 6 de julio de 2016  | Portugal     | 2 - 0     | Gales             | Semifinales           | 55 679       |

### Copa Mundial Femenina de Fútbol de 2019
- El estadio albergó tres partidos de la Copa Mundial Femenina de Fútbol de 2019
| Fecha              | Selección #1   | Resultado | Selección #2   | Ronda       | Espectadores |
| ------------------ | -------------- | --------- | -------------- | ----------- | ------------ |
| 2 de junio de 2019 | Inglaterra     | 1 - 2     | Estados Unidos | Semifinal 1 | 53 512       |
| 3 de junio de 2019 | Países Bajos   | 1 - 0     | Suecia         | Semifinal 2 | 48 452       |
| 7 de junio de 2019 | Estados Unidos | 2 - 0     | Países Bajos   | Final       | 57 900       |